# Andrzej Mateja
Andrzej Mateja (ur. 26 sierpnia 1935 w Kościelisku, zm. 5 marca 2019) – polski biegacz narciarski, ratownik górski, olimpijczyk z Cortina d’Ampezzo 1956 i Squaw Valley 1960.
Wielokrotny medalista mistrzostw Polski:
- złoty
  - w sztafecie 4 × 10 km w latach 1958, 1960–1961, 1963–1964
- srebrny
  - w biegu na 15 km w roku 1956
  - w biegu na 50 km w roku 1964
  - w sztafecie 4 × 10 km w roku 1962

Na igrzyskach olimpijskich w roku 1956 zajął 23. miejsce w biegu na 15 km oraz 9. miejsce w sztafecie 4 × 10 km. Na kolejnych igrzyskach olimpijskich w 1960 zajął 43. miejsce w biegu na 15 km, 23. miejsce w biegu na 30 km oraz 6. miejsce w sztafecie 4 × 10 km.